# Lachie Stewart
Lachie Stewart, wł. Joseph Laughlin Stewart (ur. 22 czerwca 1943 w Alexandrii, zm. 31 maja 2025 w Paisley) – szkocki lekkoatleta specjalizujący się w biegach długich, mistrz igrzysk Brytyjskiej Wspólnoty Narodów.

## Kariera sportowa
Na igrzyskach Brytyjskiej Wspólnoty Narodów i mistrzostwach w biegach przełajowych reprezentował Szkocję, a na pozostałych dużych imprezach międzynarodowych Wielką Brytanię.
Zajął 9. miejsce w biegu na 3000 metrów z przeszkodami i 12. miejsce w biegu na 3 mile na igrzyskach Imperium Brytyjskiego i Wspólnoty Brytyjskiej w 1966 w Kingston. Odpadł w eliminacjach biegu na 3000 metrów z przeszkodami na mistrzostwach Europy w 1966 w Budapeszcie.
Zwyciężył w biegu na 10 000 metrów na igrzyskach Brytyjskiej Wspólnoty Narodów w 1970 w Edynburgu, wyprzedzając Rona Clarke’a z Australii i Dicka Taylora z Anglii. Osiągnął wówczas najlepszy wynik w swojej karierze – 28:11,71. Na tych samych igrzyskach zajął 11. miejsce w biegu na 5000 metrów. Odpadł w eliminacjach biegu na 10 000 metrów na igrzyskach olimpijskich w 1972 w Monachium. Na igrzyskach Brytyjskiej Wspólnoty Narodów w 1974 w Christchurch zajął 10. miejsce w biegu na 10 000 metrów i nie ukończył biegu maratońskiego.
Był mistrzem Wielkiej Brytanii (AAA) w biegu na 3 mile w 1968, wicemistrzem w biegu na 10 000 metrów w 1972 oraz brązowym medalistą w biegu na 3000 metrów z przeszkodami w 1966 i w biegu na 6 mil w 1967, a także wicemistrzem Anglii w biegu przełajowym w 1967. Był również mistrzem Szkocji w biegu na 3 mile w 1965, 1967 i 1968, w biegu na 5000 metrów w 1969, w biegu na 6 mil w 1967 i 1968, w biegu na 10 000 metrów w 1970, 1971 i 1973 oraz w biegu na 10 mil w 1966, 1967, 1968 i 1971, a także w biegu przełajowym w 1967 i 1968.